# Rótula panorámica

La rótula panorámica mantiene fijo el punto de vista de la cámara situado en el eje de rotación. Ha de ajustarse la diferencia entre el eje o centro del trípode y el punto nodal de la cámara. Esto se consigue mediante el ajuste de reglas o brazos deslizables.

Una rótula panorámica, también llamada cabezal panorámico, es un elemento del equipamiento fotográfico que, montado sobre un trípode, permite la obtención de secuencias de imágenes alrededor del punto nodal que pueden usarse para componer un panorama. La principal función de la rótula panorámica es determinar con precisión el punto de rotación del punto nodal para una lente y longitud focal determinada, eliminando el error de paralaje.

## Técnica
Para la obtención de panoramas, la cámara rota según los incrementos angulares fijados, obteniendo una imagen en cada punto de "parada". Las imágenes pueden ser ensambladas (stitchadas) usando un software adecuado, lo que permite que estas puedan ser alineadas y combinadas en una única imagen panorámica sin discontinuidades, "costuras" o artefactos, bien automáticamente (usando análisis de imágenes) o manualmente (con uso de puntos de control). La imagen panorámica final puede ser vista o imprimida como una imagen plana o visualizada interactivamente, usando el software específico.
Se ha de tener en cuenta que una panorámica, que consta de múltiples imágenes que se fusionan mediante un software, producen un resultado, en el que la imagen final es el producto de algún tipo de manipulación digital, y la panorámica misma también es tratada digitalmente. Estas manipulaciones pueden incluir técnicas para fusionar, emborronar, clonar y ajustar color y perspectiva. Como resultado de estos ajustes, el contenido de la imagen puede ser ligeramente diferente a la realidad en los puntos donde se combinan las imágenes múltiples. Esta manipulación suele ser necesaria debido a la lente, la perspectiva y las distorsiones, disminuyendo el tratamiento con el correcto uso de una rótula panorámica, pero nunca eliminándolo.
Modelos profesionales incluyen sistemas rotores de precisión, escalas para obtención de imágenes en ángulos específicos, bloqueadores para la detención en esos ángulos y sistemas integrados de nivelación para ayuda en ajustes del trípode.

## Aplicaciones
Las rótulas panorámicas puede ser usadas con distintas finalidades.
- Composición de imágenes para edificaciones, con varios niveles de rotación, horizontales y verticales.

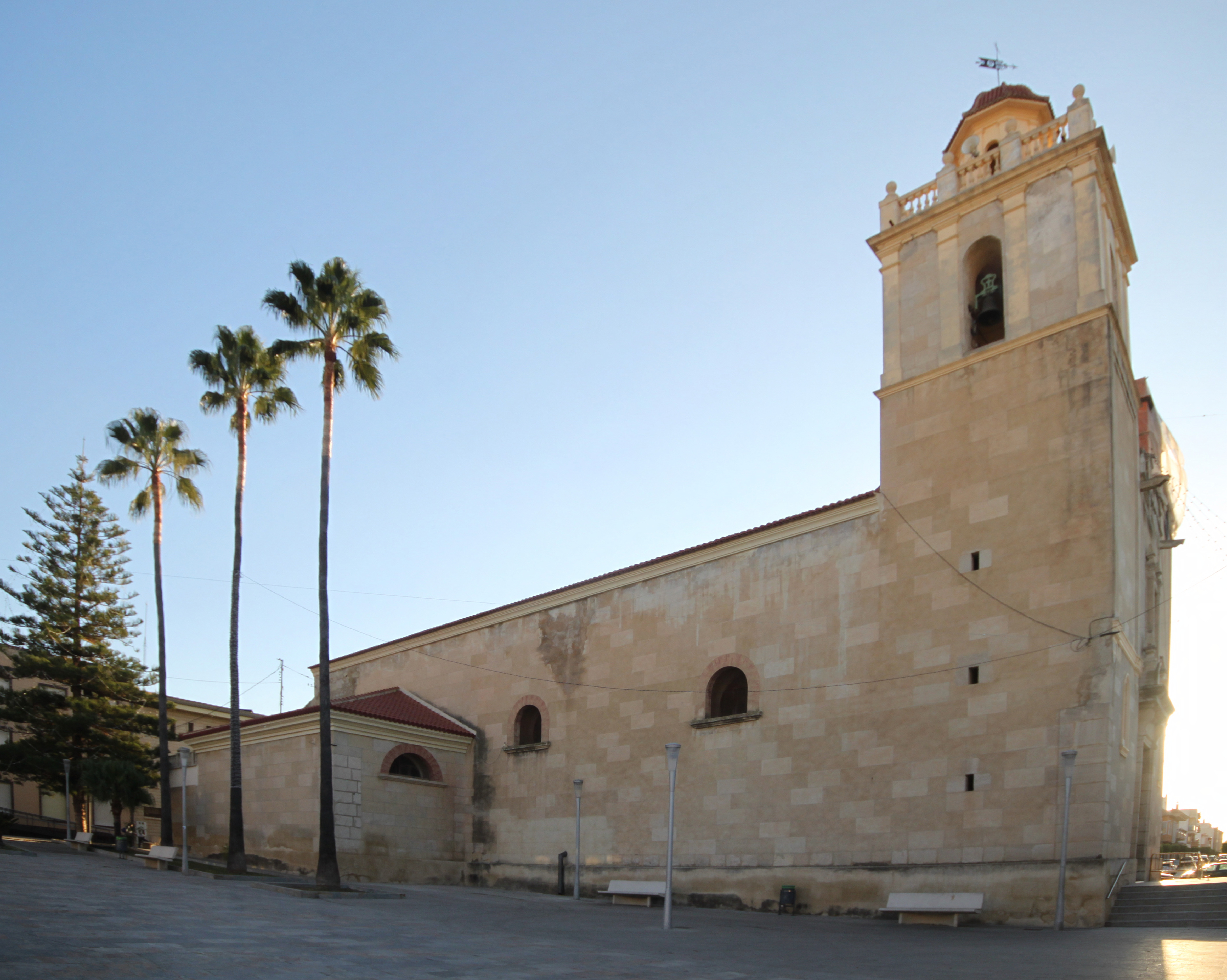
Benejúzar - Iglesia

- Ampliación horizontal de una vista, en determinado rango de visión.

- Panorámica de la totalidad del horizonte, 360°.

- Panorámica de la totalidad del horizonte, 360°, más cénit y nadir, omniorama.

## Rótulas robóticas
Existen rótulas o cabezales panorámicos robóticos. La rótula o cabeza robótica realiza la rotación y funciones de captura de imagen automáticamente, a través de programación y control computacional.